# Johan Pehrson
Johan Pehrson (n. Örebro, 8 de maio de 1968) é um político e jurista sueco, do Partido Liberal.
Desde 18 de outubro de  2022, é Ministro do Mercado de Trabalho e Ministro da Integração  no Governo Kristersson.